# Azóia de Cima
Azóia de Cima is een plaats (freguesia) in de Portugese gemeente Santarém en telt 537 inwoners (2001).